# Zodarion spasskyi
Zodarion spasskyi là một loài nhện trong họ Zodariidae.
Loài này thuộc chi Zodarion. Zodarion spasskyi được Charitonov miêu tả năm 1946.